# 哈密顿-雅可比-贝尔曼方程
哈密顿-雅可比-贝尔曼方程（Hamilton-Jacobi-Bellman equation，簡稱HJB方程）是一個偏微分方程，是最佳控制的中心。HJB方程式的解是針對特定動態系統及相關成本函數下，可以有最小成本的控制實值函數。
若只在某一個區域求解，HJB方程是一個必要條件，若是在整個狀態空間下求解，HJB方程是充分必要條件。其解是針對開迴路的系統，但也允許針對閉迴路系統求解。HJB方程也可以擴展到隨機系統。
一些經典的變分問題，例如最速降線問題，可以用此方法求解。
HJB方程的基礎是以1950年代由理查德·貝爾曼及其同仁提出的動態規劃。對應的離散系統方程式一般稱為貝爾曼方程。在連續時間的結果可以視為由卡爾·雅可比及威廉·哈密頓提出，經典力學中哈密顿－雅可比方程的延伸。

## 最佳控制的問題
考慮在時間{\displaystyle [0,T]}內，以下確定系統最佳控制的問題：
{\displaystyle V(x(0),0)=\min _{u}\left\{\int _{0}^{T}C[x(t),u(t)]\,dt+D[x(T)]\right\}}
其中C[ ]為純量成本函數，D[ ]為計算其最終狀態時效力時或經濟值的函數，x(t)為系統狀態向量，x(0)假設已知，及u(t)是想要求得的控制向量，在 0 ≤ t ≤ T。
此系統也需滿足下式：
{\displaystyle {\dot {x}}(t)=F[x(t),u(t)]\,}
其中F[ ]可以根據狀態向量決定向量後續的變化。

## 偏微分方程
針對上述簡單的系統，哈密顿-雅可比-贝尔曼微分方程如下：
{\displaystyle {\frac {\partial {V}(x,t)}{\partial t}}+\min _{u}\left\{{\frac {\partial V(x,t)}{\partial x}}\cdot F(x,u)+C(x,u)\right\}=0}
需符合以下條件
{\displaystyle V(x,T)=D(x),\,}
其中{\displaystyle a\cdot b}為向量a和b的內積，而{\displaystyle \nabla }為梯度運算子。（注意：{\displaystyle \nabla V(x,t)} 表示 {\displaystyle V(x,t)} 对 {\displaystyle x} 求导，非对 {\displaystyle t} 求导！）
上述PDE中的未知向量{\displaystyle V(x,t)}是貝爾曼間接效用函數，表示從時間{\displaystyle t}，狀態{\displaystyle x}開始控制系統，以最佳方式控制系統一直到時間{\displaystyle T}的成本。

## 推導HJB方程
HJB方程可以用以下的方式推導：假設{\displaystyle V(x(t),t)}是最佳的成本函數，則根據理查·貝爾曼的貝爾曼方程，從時間t到t + dt，可得：
{\displaystyle V(x(t),t)=\min _{u}\left\{\int _{t}^{t+dt}C(x(t),u(t))\,dt+V(x(t+dt),t+dt)\right\}.}
注意最後一項的泰勒展開式如下：
{\displaystyle V(x(t+dt),t+dt)=V(x(t),t)+{\dot {V}}(x(t),t)\,dt+\nabla V(x(t),t)\cdot {\dot {x}}(t)\,dt+o(dt),}
其中o(dt)是泰勒展開式中的高階項，若在等式兩側刪除V(x(t), t)，除以dt，並取dt趨近為零的極限，可得上述定義的HJB方程。

## 求解方程
HJB方程一般會用逆向归纳法求解，也就是從{\displaystyle t=T}往前求解到{\displaystyle t=0}。
若對整個狀態空間求解，HJB方程是最佳解的充份必要條件。若可以求解{\displaystyle V}，就可以找到達到最小成本的控制{\displaystyle u}。
一般而言，HJB方程不會有一個傳統光滑函数的解。為了這些情形發展了許多廣義解的表示方式，包括皮埃爾-路易·利翁及迈克尔·克兰德尔的粘性解，Andrei Izmailovich Subbotin的極小化極大演算法等。

## 延伸到隨機問題
上述的作法主要是應用贝尔曼的最优化原理，以及在時間上由最終時間倒推求解，針對隨機控制問題也可以用類似的作法求最佳解。考慮以下的問題
{\displaystyle \min \left\{\int _{0}^{T}C(t,X_{t},u_{t})\,dt+D(X_{T})\right\}}
此時{\displaystyle (X_{t})_{t\in [0,T]}\,\!}為隨機過程，而{\displaystyle (u_{t})_{t\in [0,T]}\,\!}為控制變數。首先使用貝爾曼方程，再用伊藤引理將{\displaystyle V(X_{t},t)}展開，可以得到以下的隨機HJB方程。
{\displaystyle \min _{u}\left\{{\mathcal {A}}V(x,t)+C(t,x,u)\right\}=0,}
其中{\displaystyle {\mathcal {A}}}為隨機微分運算子，以下是最終時間的限制條件。
{\displaystyle V(x,T)=D(x)\,\!.}
注意此時已沒有隨機性了。此例中後者的{\displaystyle V\,\!}不一定是原來方程式的解，它只是可能解之一，需要再作驗證。此技巧常用在財務數學中，決定在市場中的最佳投資策略（例如像默顿的投资组合问题）。

### 在LQG控制的應用
下例是一個有線性隨機動態特性的系統，有二次式的成本。若系統動態為
{\displaystyle dx_{t}=(ax_{t}+bu_{t})dt+\sigma dw_{t},}
而成本以以下的速度累積{\displaystyle C(x_{t},u_{t})=r(t)u_{t}^{2}/2+q(t)x_{t}^{2}/2}，則HJB方程為
{\displaystyle -{\frac {\partial V(x,t)}{\partial t}}={\frac {1}{2}}q(t)x^{2}+{\frac {\partial V(x,t)}{\partial x}}ax-{\frac {b^{2}}{2r(t)}}\left({\frac {\partial V(x,t)}{\partial x}}\right)^{2}+{\frac {\sigma ^{2}}{2}}{\frac {\partial ^{2}V(x,t)}{\partial x^{2}}}.}
假設價值函數是二次式，可以將一般的Riccati方程用在價值函數的海森矩阵中，即為線性二次高斯控制（LQG控制）。

## 延伸閱讀
- Dimitri P. Bertsekas. . Athena Scientific. 2005.